# Juan Antonio Ruiz de Bustamante
Juan Antonio Ruiz de Bustamante (Santillana del Mar, Cantabria, España, 6 de enero de 1670 - Santiago de Guatemala, 13 de junio de 1725) fue un maestre de campo y caballero de la Orden de Santiago que ejerció como alcalde mayor de San Salvador (de 1703 a 1706), y como alcalde mayor de Chiapas, Verapaz y Suchitepéquez.

## Vida
Juan Antonio Ruiz de Bustamante nació en Santillana del Mar, Cantabria el 6 de enero de 1670, siendo hijo de Alonso Ruiz de Somavía y Ana Pérez de Bustamante; y hermano mayor de Pedro Ruiz de Bustamante (quien se desempeñaría como gobernador interino de Costa Rica). Se sabe muy poco sobre sus primeros años en España, entró muy joven al ejército y luego se trasladó a México. Posteriormente pasó a la Capitanía General de Guatemala, donde el 10 de mayo de 1697, su presidente-gobernador y capitán general Gabriel Sánchez de Berrospe lo nombró capitán de una compañía de infantería para socorrer a la provincia de Nicaragua.
El 28 de julio de 1898, el capitán general lo designó como maestre de campo de las milicias de caballería e infantería de la provincia de Chiapas; luego, el 6 de enero de 1699, lo eligieron como juez ordinario y regidor general para el gobierno del estado noble de caballeros hijosdalgo de su ciudad natal; y el día 11 de ese mismo mes y año contraería matrimonio con María Manuela Fernández de Córdova y Ceballos.
En 1703 el capitán general Alonso de Ceballos Villagutierre lo nombró alcalde mayor de San Salvador (debido a la renuncia por motivos de salud de su predecesor Bartolomé Gálvez Corral), lo cual sería aprobado por el monarca español en real cédula del 13 de enero de ese año; asimismo, el capitán general lo designaría como teniente de capitán general. Más adelante, en 1706 -debido a que se temía una invasión de piratas- el gobierno de Guatemala lo designó como gobernador de las armas en misión extraordinaria; a mediados de ese año, debido a orden dada el 14 de julio, impuso severas penas a los cultivadores de añil que cometieron irregularidades en la producción y el comercio. Ejerciendo el cargo de Alcalde Mayor hasta 1706 cuando regresó a Santiago de Guatemala donde desempeñaría el cargo de alcalde ordinario más antiguo en 1707.
En el año de 1708 el capitán general Toribio de Cosío lo nombró alcalde mayor y teniente de capitán general de Chiapas después de resolver los disturbios entre el alcalde mayor Bartolomé Tercero de Rosas y el tesorero oficial Pedro Baltasar de Entrena y Quero. En 1710 armó a 100 hombres para hacerle frente a 200 zambos y 100 ingleses que estaban a punto de invadir el Petén; en julio del mismo año muchos indígenas murieron por una epidemia de viruela por lo cual repartió maíz y frijoles a la población indígena.
En 1712 el capitán general lo nombró alcalde mayor de Verapaz donde propuso fundar un pueblo en San Pedro Mártir con personas provenientes del Petén que pudieran sembrar milpas, a su vez hizo regresar a 1600 indígenas de las montañas y les dio empleos militares; también construyó un camino entre San Luis, San Toribio, Santa Ana, Nuestra Señora de los Dolores, San José y San Antonio del Tun, mandó a reconstruir muchas iglesias y casas, restauró la fortificación del Petén y regaló maíz a los indígenas.
En el juicio de residencia de su cargo como alcalde mayor de Verapaz, en el año de 1717, fue absuelto de todos sus cargos por el oidor Gomedio; y el 26 de agosto de ese año presentaría una relación de méritos ante el Consejo de Indias. Posteriormente, en marzo de 1719 fue nombrado tesorero particular de Verapaz, Quiché y Sacapulas; y en el año de 1720 desempeñaría su último cargo importante como alcalde mayor de San Antonio Suchitepéquez.
En 1721 se le concedería el hábito de la Orden de Santiago. Fallecería el 13 de junio de 1725 en la ciudad de Santiago de Guatemala a la edad de 55 años.